# إسبانيا في الألعاب الأولمبية الصيفية 1980
شارك إسبانيا في دورة الألعاب الأولمبية الصيفية 1980، التي أقيمت في موسكو بالإتحاد السوفياتي، في الفترة الممتدة من 19 يوليو حتى 3 أغسطس، بوفد قوامه 155 رياضي (146 رجال، 9 نساء) في 18 رياضة.
حصد إسبانيا 6 ميداليات في هذه الدورة (1 ذهبية، 3 فضية، 2 برونزية) محتلاً المرتبة 20 في الترتيب النهائي بين 80 دولة مشاركة.

## قائمة الميداليات
| الميدالية | الرياضي                               | المنافسة    | المسابقة                             |
| ذهبية     | أليخاندرو أباسكال غارثيا ميغيل نوغير  | الشراع      | Flying Dutchman - رجال               |
| فضية      | جوردي يوبارت ريباس                    | ألعاب القوى | 50 كيلومتر مشي - رجال                |
| فضية      | منتخب إسبانيا - رجال                  | هوكي الحقل  | بطولة الرجال                         |
| فضية      | إيرمينيو مينينديث غييرمو ديل رييغو    | كانو كاياك  | كاياك "كي 2" لمسافة 500 متر - رجال   |
| برونزية   | دافيد لوبيث ثوبيرو                    | سباحة       | 100 متر فراشة - رجال                 |
| برونزية   | إيرمينيو مينينديث لويس غريغوريو راموس | كانو كاياك  | كاياك "كي 2" لمسافة 1.000 متر - رجال |